# Selenojalpaïta
La selenojalpaïta és un mineral de la classe dels sulfurs.

## Característiques
La selenojalpaïta és un selenur de fórmula química Ag₃CuSe₂. Va ser aprovat per l'Associació Mineralògica Internacional l'any 2004. Cristal·litza en el sistema tetragonal. Típicament forma intercreixements amb eucairita i berzelianita, en agregats de diversos centenars de micres. També se'n troba en forma de grans anèdrics a subèdrics de fins a 200 micres. La seva duresa a l'escala de Mohs es troba entre 4 i 4,5.
Segons la classificació de Nickel-Strunz, la selenojalpaïta pertany a «02.BA: sulfurs metàl·lics amb proporció M:S > 1:1 (principalment 2:1) amb coure, argent i/o or», juntament amb els minerals següents: calcocita, djurleïta, geerita, roxbyita, anilita, digenita, bornita, bellidoïta, berzelianita, athabascaïta, umangita, rickardita, weissita, acantita, mckinstryita, stromeyerita, jalpaïta, eucairita, aguilarita, naumannita, cervel·leïta, hessita, chenguodaïta, henryita, stützita, argirodita, canfieldita, putzita, fischesserita, penzhinita, petrovskaïta, petzita, uytenbogaardtita, bezsmertnovita, bilibinskita i bogdanovita.

## Formació i jaciments
Es troba en filons de calcita hidrotermal mineralitzada. Sol trobar-se associada a altres minerals com: eucairita, calcopirita, berzelianita, altaïta, coure, covel·lita, umangita, athabascaïta, klockmannita, ferroselita, schesserita, crookesita, bukovita, clausthalita o aliatges de plata i or, entre altres minerals. La seva localitat tipus es troba a la mina Skrikerum, a Valdemarsvik (Östergötland, Suècia), sent l'únic indret on se n'ha trobat.